# 유니버시티-마운트 웰링턴 AFC
유니버시티-마운트 웰링턴 AFC(University-Mount Wellington Association Football Club)는 뉴질랜드 오클랜드에 있는 축구단이다. 유니버시티 AFC와 마운트 웰링턴 AFC의 합병으로 창단되었다.